# توازی راه و راه‌آهن

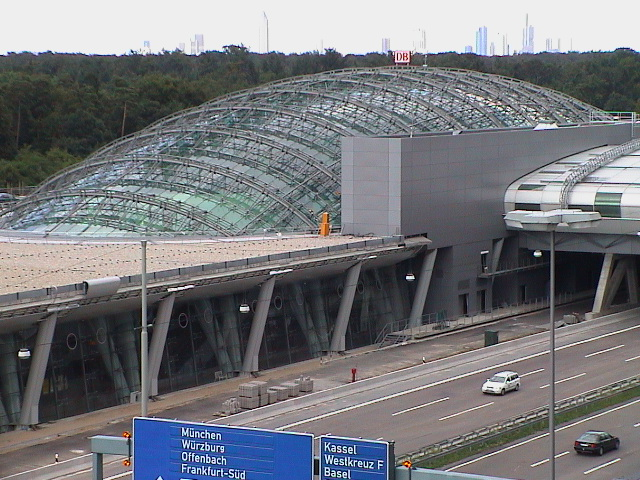

توازی راه و راه آهن یکی از روش‌هایی است که می‌تواند سرعت احداث راه آهن را بویژه در اطراف شهرهای بزرگ افزایش دهد.

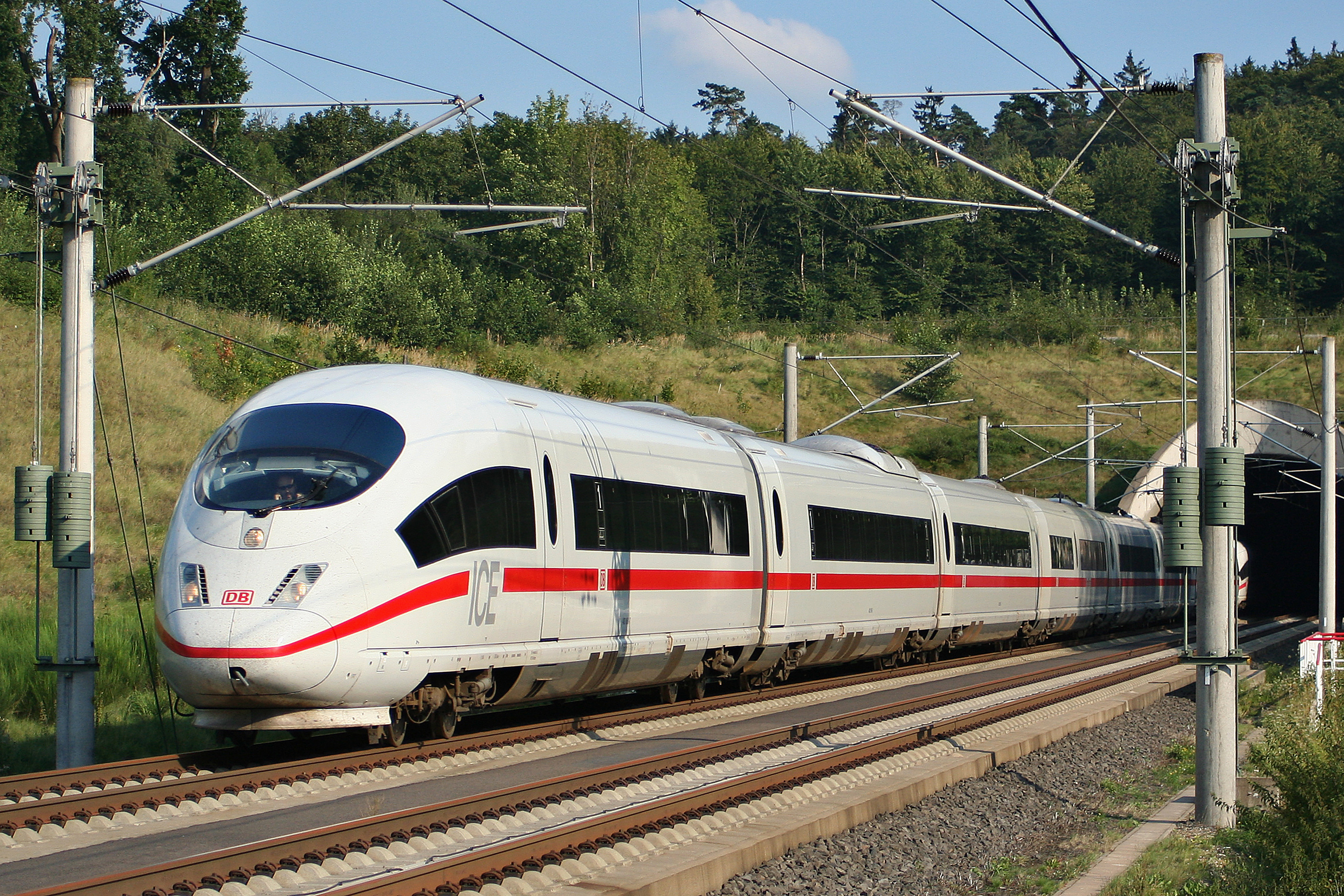
یک قطار تندرو ICE 3 در مسیر کلن-فرانکفورت به موازات آزادراه